# José Tolentino de Mendonça
José Tolentino Calaça de Mendonça, ou José Tolentino de Mendonça, né le 15 décembre 1965 à Machico (Madère), est un prélat portugais de l'Église catholique.
Archevêque depuis juillet 2018, le 26 septembre 2022 le pape François le nomme premier préfet du dicastère pour la Culture et l'Éducation. Auparavant, au sein de la Curie romaine, il était archiviste et bibliothécaire de la Sainte Église romaine depuis le 1er septembre 2018. Le 5 octobre 2019, il est créé cardinal par le pape François.
Cité comme le papabile favori de la communauté de Sant'Egidio lors du conclave de 2025, il est aussi considéré comme l'un des papabili les plus progressistes.
Il est aussi considéré comme l'une des voix les plus originales de la littérature portugaise moderne. Son œuvre inclut poésie, essais et pièces de théâtre qu'il signe José Tolentino Mendonça,,.

## Biographie

### Enfance
Benjamin d’une famille de cinq enfants, José Tolentino de Mendonça naît sur l'île de Madère (Portugal) le 15 décembre 1965. Il vit les premières années de son enfance en Angola, dans plusieurs villes côtières où son père est alors pêcheur. Il quitte l’Afrique à l'âge de neuf ans lorsque le Portugal se retire de ses colonies.

### Formation, prêtrise et vie religieuse
En 1989, il est licencié en théologie à l'université catholique portugaise (UCP). Le 28 juillet 1990 il est ordonné prêtre du diocèse de Funchal (Madère) par Teodoro de Faria. Cette même année, il publie son premier recueil de poèmes, Os Dias Contados. En 1992, on lui remet une maîtrise en sciences bibliques à l'Institut biblique pontifical de Rome, où son évêque l’a incité à partir étudier. En 2004, il devient docteur en théologie biblique de l'UCP à Lisbonne.
En tant que prêtre, il exerce des fonctions pastorales d’abord dans la paroisse Nossa Senhora do Livramento à Funchal de 1992 à 1995, ensuite comme chapelain à l’UCP pendant 5 ans, puis, toujours à Lisbonne, dans la paroisse Santa Isabel et enfin comme recteur de la chapelle Nossa Senhora da Bonanza (connue comme la Capela do Rato), à partir de 2010,.
Le 4 août 2021, le cardinal José Tolentino de Mendonça devient membre des Fraternités Sacerdotales Dominicaines, lors d'une cérémonie qui a lieu au couvent de Saint Dominique, à Lisbonne.

### Carrière académique
Lors de ses premières années sacerdotales, il est successivement professeur au séminaire diocésain de Funchal, recteur du Collège pontifical portugais à Rome, conférencier à l'université catholique portugaise (UCP), et professeur invité au Brésil par l’université catholique de Pernambuco (Unicap), par l’université pontificale catholique de Rio de Janeiro, et par la Faculté jésuite de philosophie et de théologie (FAJE) à Belo Horizonte. À Lisbonne il intègre l'UCP en tant qu'assistant (1996-1999), puis professeur auxiliaire (2005-2015) et enfin professeur associé. L’UCP le nomme vice-recteur en 2012 et doyen de sa faculté de théologie en 2018. En 2011, et pendant un an, il intègre, comme Straus Fellow, une équipe internationale de chercheurs invités par l’université de New York à travailler sur le thème « Religion et raison publique »,.

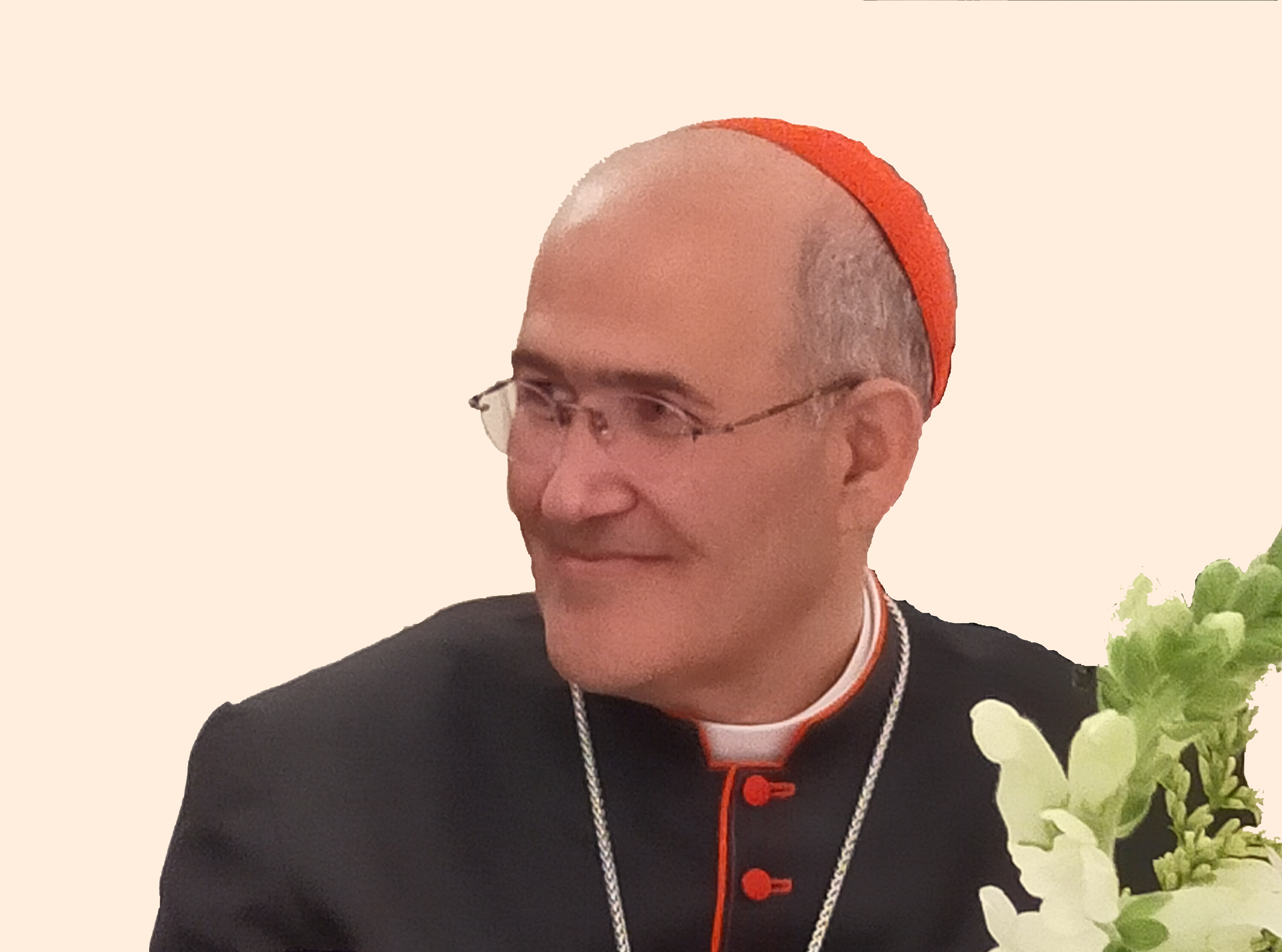
Le cardinal José Tolentino de Mendonça, le 15 mai 2021.

### Au service de la culture
Proche du monde culturel par ses nombreuses œuvres, publications et interventions dans les médias, en 2004, José Tolentino de Mendonça devient pour dix ans le premier directeur du Secrétariat national de la Pastorale de la culture que vient de créer la Conférence épiscopale portugaise pour promouvoir le dialogue entre l'Église et les milieux culturels du pays.
En 2011 Benoit XVI le nomme membre du Conseil pontifical pour la culture. Le pape François le reconduit à ce poste en 2016.
En 2018 le pape François invite José Tolentino de Mendonça à venir prêcher la retraite de carême de la Curie romaine. Ses prêches, qui auraient impressionné le pape François, sont publiées sous le titre Elogio da Sede (Éloge de la Soif) et préfacés par le pape.
En janvier 2020, le cardinal Tolentino de Mendonça intègre la commission scientifique lancée par le Conseil pontifical pour la culture pour le 700e anniversaire de la mort de Dante Alighieri (1265-1321), et présidée par le cardinal Gianfranco Ravasi.
En février 2020, le pape François nomme  Mendonça membre du Conseil pontifical pour la culture présidé par le cardinal Gianfranco Ravasi. Mendonça en avait déjà été un consultant entre 2011 et 2018.
En juin 2020, il est lauréat du « Prix Européen Helena Vaz da Silva » pour sa capacité à diffuser la beauté et la poésie en tant qu'éléments du patrimoine culturel immatériel de l'Europe et du monde.

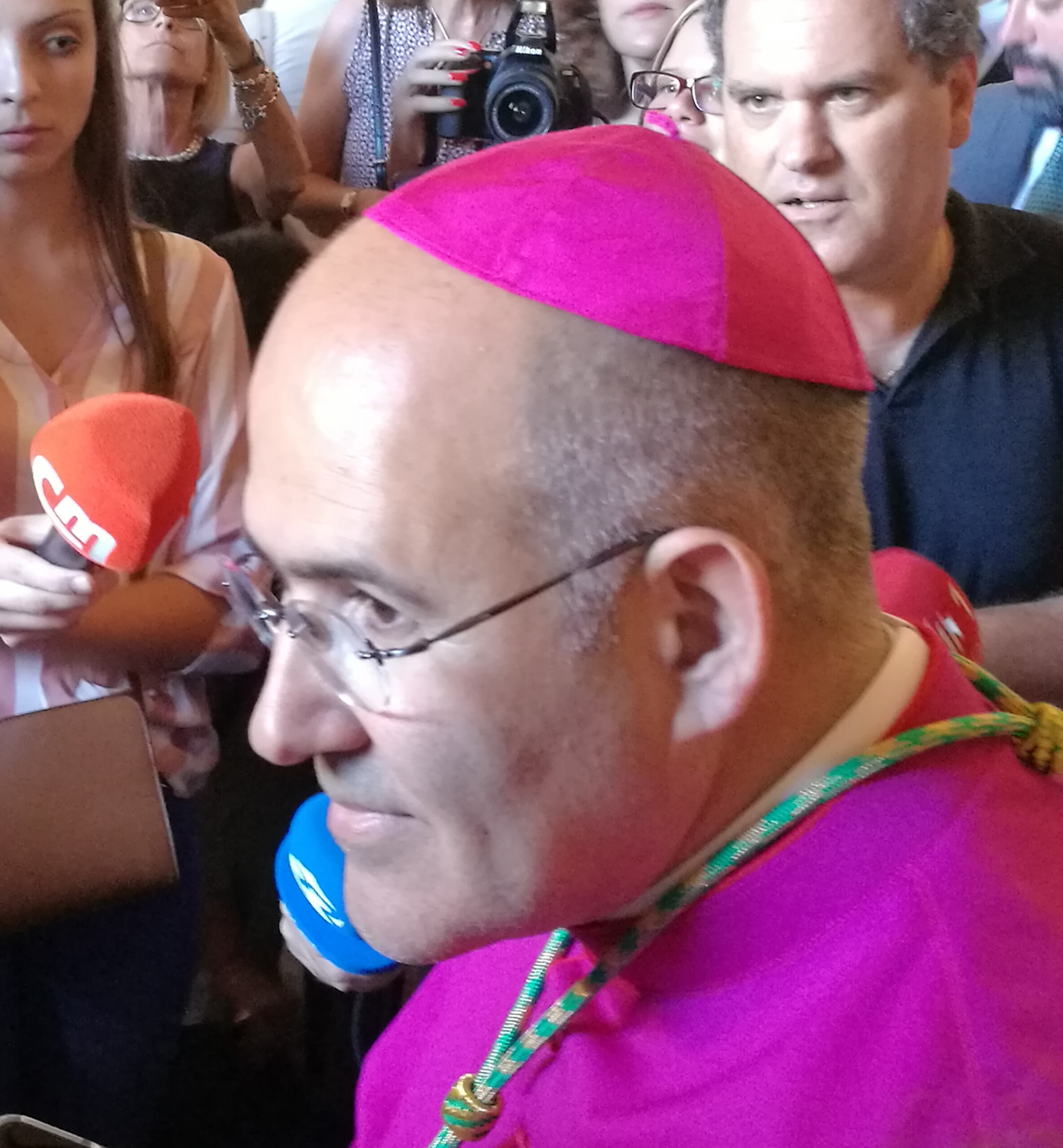
José Tolentino de Mendonça, face à la presse, après son ordination épiscopale, le 28 juillet 2018 à Belém.

Sous la direction du cardinal Tolentino de Mendonça, lors du 50e anniversaire de l’inauguration de la Collection d’art moderne des musées du Vatican, le dicastère pour la Culture et l'Éducation est le principal organisateur d’une rencontre entre le Pape François et environ deux cents représentants du monde culturel (artistes, écrivains, compositeurs, musiciens, acteurs, architectes) venus de tous les continents. Cet évènement, le premier depuis celui de 2009 auquel José Tolentino de Mendonça avait participé, se déroule le 23 juin 2023 dans la chapelle Sixtine. Les participants comprennent notamment Éric-Emmanuel Schmitt, Valérie Perrin, Alexandra Lapierre, Jean Nouvel, Bruno Coulais, Amélie Nothomb,.
En 2024, Tolentino de Mendonça est le commissaire du pavillon du Vatican à la 60e biennale de Venise. Ce pavillon se tient dans la prison pour femmes de La Giudecca, toujours en activité. Quatre vingt détenues y purgent de longues peines, et certaines d'entre elles acceptent de guider les visiteurs qui se rendront à La Giudecca. Le 28 avril, le Pape François, premier pape à se rendre à la biennale de Venise, visite le pavillon.

## Épiscopat et cardinalat
Fin juin 2018, le pape François nomme José Tolentino de Mendonça, archiviste et bibliothécaire de l’Église catholique romaine à compter du 1er septembre et archevêque titulaire de Suava (de). Le 28 juillet il est ordonné évêque par Manuel do Nascimento Clemente, cardinal patriarche de Lisbonne, assisté du cardinal António Marto, évêque de Leiria-Fátima, et de Teodoro de Faria, évêque émérite de Funchal qui l’a ordonné prêtre le 28 juillet 1990.

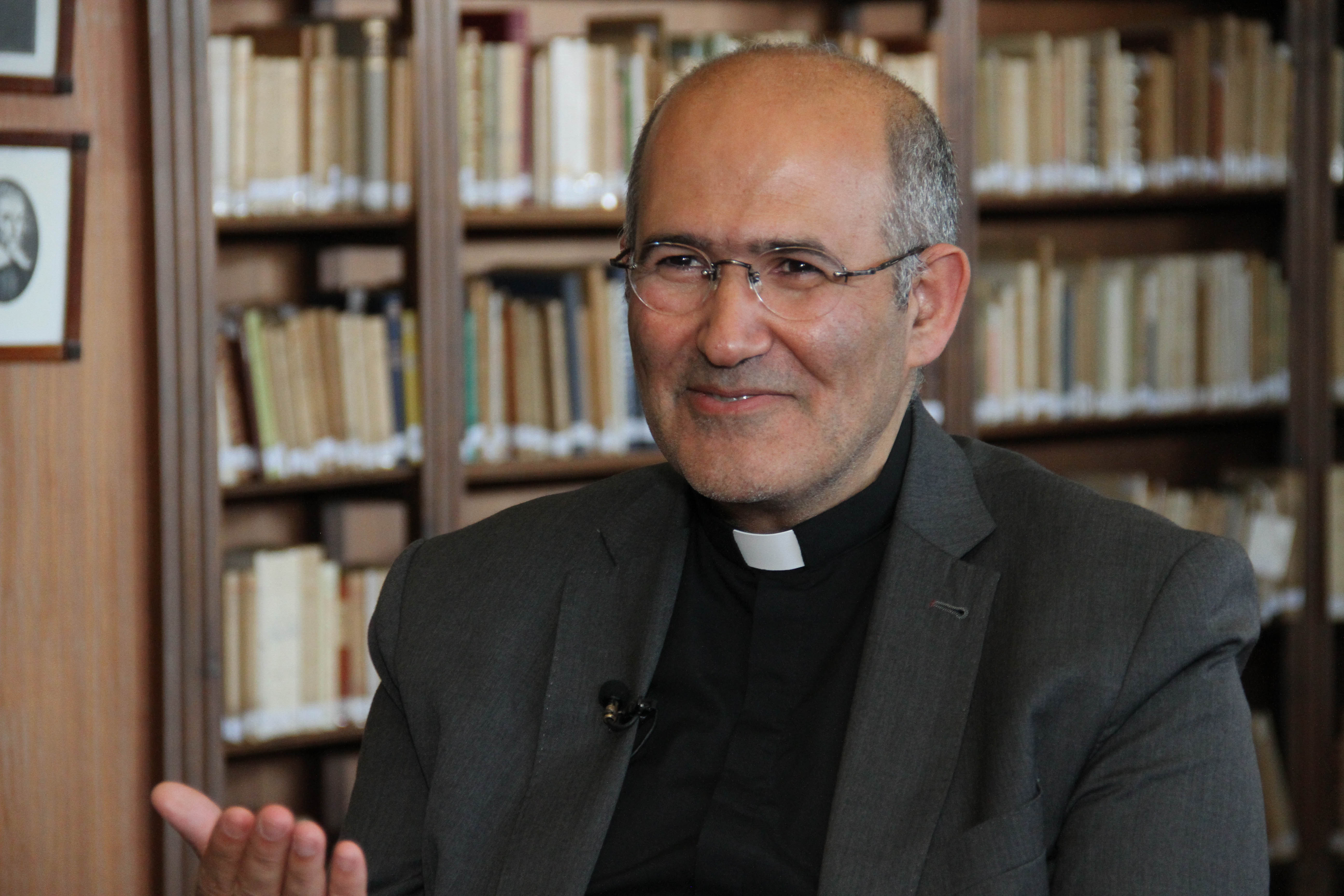
José Tolentino de Mendonça, en juillet 2018.

Il est créé cardinal-diacre par le pape François lors du consistoire du 5 octobre 2019 ; l'église romaine des Saints Dominique et Sixte lui est attribuée.
Le 17 novembre 2020, le pape François nomme le cardinal Tolentino de Mendonça membre de la Congrégation pour l'évangélisation des peuples, présidée par le cardinal Luis Antonio Tagle, qui accompagne la vie de l'Église dans les pays de mission à l'échelle mondiale.
Le 30 avril 2022, le pape François nomme le cardinal Tolentino de Mendonça membre de la Congrégation pour la Cause des Saints, présidée par le cardinal Marcello Semeraro.
Le 13 juillet 2022 le pape François nomme 13 nouveaux membres du Dicastère pour les évêques dont 3 femmes. Le cardinal Tolentino de Mendonça figure parmi les 11 autres personnes qui intègrent ce dicastère, dont le préfet est alors le cardinal Marc Ouellet.
Le 26 septembre 2022, le pape François le nomme premier préfet du dicastère pour la Culture et l'Éducation récemment constitué. Le 7 septembre 2023, le pape le nomme membre du dicastère pour le Culte divin et la Discipline des sacrements, dont le cardinal Arthur Roche est le préfet. Le 1er juin 2024, le pape le nomme membre du Dicastère pour la Doctrine de la Foi, dont le cardinal Víctor Manuel Fernández est le préfet.
Lors du conclave de 2025, José Tolentino de Mendonça aurait été, selon certains vaticanistes dont Sandro Magister, le papabile favori de la communauté de Sant'Egidio,.

## Prises de position et controverses
Du fait de son travail pastoral auprès des personnes homosexuelles, et de ses paroles positives sur les ministères LGBT depuis les années 2010, il est critiqué par la partie la plus conservatrice de l'église portugaise,. En 2013, il rédige une introduction enthousiaste de la traduction portugaise du livre La Théologie féministe dans l’histoire de la religieuse bénédictine controversée Teresa Fordades i Vila qui soutient l'ordination des femmes, le mariage des personnes homosexuelles et l'avortement légal, où il déclare : « Jésus de Nazareth n’a pas laissé de code ni établi de règle. Jésus a vécu. »,,.
Issu de l'aile la plus libérale de l'Eglise, il soutient qu'elle doit s'ouvrir à la culture moderne,.
En 2025, il est considéré comme un des plus progressistes des papabili par la revue géopolitique Le Grand Continent.

## Activité littéraire
Considéré comme une des voix du catholicisme contemporain,,, José Tolentino de Mendonça a publié de nombreux recueils d’essais, textes de spiritualité, poèmes et sermons. Il y aborde les thèmes majeurs du canon chrétien en les faisant dialoguer avec la vie. La relation entre le christianisme et la culture est au cœur de ses écrits. En tant que théologien et penseur religieux, il cherche à découvrir la vie spirituelle là où cela n'a pas toujours été regardé et il s’efforce d'encourager l'Église à y être plus présente et pertinente. Ses livres connaissent un grand succès au Portugal et sont progressivement traduits et publiés à l'étranger. De nombreux prix littéraires et distinctions soulignent sa place dans le monde culturel.

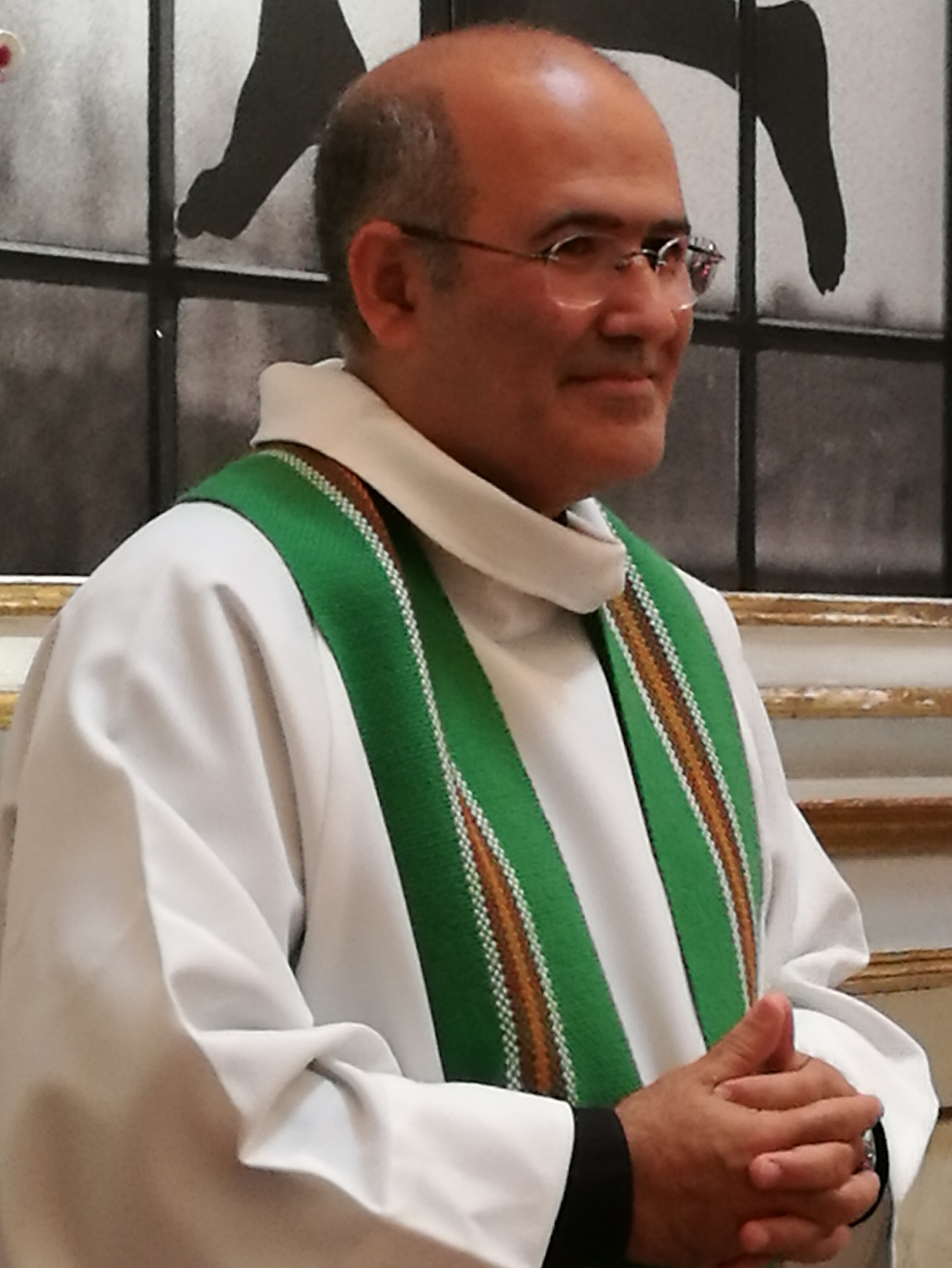
Le père José Tolentino de Mendonça à la Capela do Rato, le 22 juillet 2018.

### Publications en français
- La nuit ouvre mes yeux, Orfeu, 2006, trad. Marie Claire Vromans
- Notre père qui es sur la Terre, Novalis Cerf, 2013, trad. Josée Latulippe
- Petit traité de l'amitié, Salvator, 2014, trad. Robert Kremer
- Le Temps et la Promesse, Éditions des béatitudes, 2016, trad. Cécile Pointeau-Logeart
- Le trésor caché, Mediaspaul, 2021, trad. Philippe Charpentier de Beauvillé

### Publications en portugais
- Os dias contados, Edições SRTC/Poesia, Funchal/Madère, 1990, poésie
- As estratégias do desejo: um discurso bíblico sobre a sexualidade, Cotovia, 1994, essai
- Longe não sabia, Editoril Presença, 1997, poésie
- A que distância deixaste ocoração, Assírio & Alvim, 1998, poésie
- Se eu quiser falar com deus, Paulinas Editora, 1996
- Baldios, Assírio & Alvim, 1999, poésie
- Cântico dos Cânticos, Cotovia, 1999
- De Igual para Igual, Assírio & Alvim, 2000, poésie
- A construção de Jesus: uma leitura narrativa de Lucas 7,36-50, Assírio & Alvim, 2004, essai
- A estrada branca, Assírio & Alvim, 2005, poésie
- Perdoar Helena, Assírio & Alvim, 2005, théâtre
- Tábuas de pedra, Assírio & Alvim, 2006, poésie
- A noite abre os meus olhos, Assírio & Alvim, 2006, poésie
- Pentateuco, Assírio & Alvim, 2007
- Bíblia ilustrada, 4 livres, Assírio & Alvim, 2007
- A leitura infinita. Bíblia e interpretação, Paulinas, 2008, essai
- O Viajante sem sono, Assírio & Alvim, 2009, poésie
- Histórias escolhidas da Bíblia, Assírio & Alvim, 2009
- O tesouro escondido, Paulinas Editora, 2011, essai
- Um deus que dança, Apostolado da Oração, 2011, prières
- Pai-nosso que estais na terra, Paulinas Editora, 2011, essai
- Nenhum caminho será longo, Paulinas Editora, 2012, essai
- O hipopótamo de Deus, Paulinas Editora, 2013, essai
- Os rostos de Jesus, Temas e Debates, 2013
- A papoila e o monge, Assírio & Alvim, 2013, poésie
- O estado do bosque, Assírio & Alvim, 2013, théâtre
- A mística do instante, Paulinas Editora, 2014
- A leitura infinita, Paulinas Editora, 2014
- Estação central, Assírio & Alvim, 2015, poésie
- Que coisa são as nuvens, Expresso, 2015Sélection de ses meilleures chroniques hebdomadaires
- Esperar contra toda a esperança, Universidade Católica Editora, 2015, essai
- Desporto, ética e transcendência, Edições Afrontamento, 2015, essai
- A construção de Jesus, Paulinas Editora, 2015, essai
- Corrigir os que erram, Paulinas Editora, 2016, essai
- Teoria da fronteira, Assírio & Alvim, 2017, poésie
- Libertar o tempo. Para uma arte espiritual do presente, Editora Paulinas/São Paulo, Brésil, 2017, essai
- O pequeno caminho das grandes perguntas, Quetzal, 2017, essai
- Elogio da sede, Quetzal, 2018, essaiTexte des exercices spirituels de la retraite de carême du pape et de la curie romaine
- Requiem pela aurora de amanhã, 2018Livret de l'œuvre créée pour le 100e anniversaire de la fin de la Première Guerre mondiale (première le 20 juillet 2018 au monastère des Hiéronymites à Belém pendant le 44e Festival Estoril Lisboa). Musique de João Madureira
- Nos passos de Etty Hillesum, Documenta, 2019, photobiographieRéalisé avec Filipe Condado (photos)
- A Beleza que nos Pertence (Aforismos), Quetzal, 2019, essai

- Palavra e Vida 2020 (O Evangelho commentado cada dia), Fundação Claret, 2019, textes liturgiquesCommentaire de chaque évangile quotidien de l'année
- O que é amar um país, Quetzal, 2020, essai
- Rezar de olhos abertos, Quetzal, 2020, prières
- Introdução a pintura rupestre, Assírio & Alvim, 2021, poésie
- A questão sobre Deus e o não saber explicar (co-écrit avec l'architecte Álvaro Siza Vieira), Letras e Coisas, 2022, essai
- Metamorfose necessária (Reler São Paulo), Quetzal, 2022, essai
- O Centro da Terra, Assírio & Alvim, 2024, poésie
- A vida em nós (Aforismos), Quetzal, 2024, essai

### Publication exclusivement en anglais
Religion and Culture in the Process of Global Change : Portuguese Perspectives, Cultural Heritage and Contemporary Change, series VIII, volume 19, Council for Research in Values & Philosophy, 2016, essai

### Prix littéraires
- 1998 : prix de poésie de la ville de Lisbonne[34]
- 2005 : prix du PEN club portugais[35]
- 2009 : prix littéraire de la Fondation Inês de Castro pour O viajante sem sono[36]
- 2011 : finaliste du prix littéraire Casino da Póvoa[37]
- 2015 : finaliste du prix littéraire Casino da Póvoa[38]
- 2015 : prix littéraire Res Magnae (Italie) dans la catégorie « Culture de la rencontre » (premier étranger à recevoir ce prix)[39]
- 2016 : grand prix APE/CM de Loulé, décerné par l'Association portugaise des écrivains et la municipalité de Loulé, pour Que coisa são as nuvens
- 2016 : grand prix de poésie Teixeira de Pascoaes pour A noite abre os meus olhos[40]
- 2017 : prix spécial Capri-San Michele (Italie)[41]
- 2018 : prix « Une vie par... passion » décerné par le quotidien italien "Avvenire"[42]
- 2019 : co-lauréat du prix «Cassidorio il Grande» [43]
- 2021 : prix de littérature spirituelle et poésie religieuse Basilicata (Italie) pour l'ensemble de son oeuvre[44]
- 2023 : prix D. Diniz 2022 décerné par la Fondation Casa de Mateus pour Introdução à pintura rupestre[45]
- 2023 : prix Littéraire Francisco de Sá de Miranda pour Introdução à pintura rupestre[46]
- 2023 : prix de poésie LericiPea (Italie) pour l'ensemble de son oeuvre[47]
- 2025 : le 11 avril le cardinal Tolentino de Mendonça remporte la 21ème édition du prix Eduardo Lourenço à l'unanimité du jury. Ce prix récompense la contribution du cardinal pour la culture portugaise contemporaine et pour son rôle comme intellectuel, humaniste et poète[48].

## Distinctions
- 2001 : Commandeur de l'ordre de l'Infant Dom Henri
- 2015 : Commandeur de l'ordre de Sant'Iago de l'Épée
- 2019 : médaille du Mérite de Madère[49]
- 2020 : le président de la République portugaise, Marcelo Rebelo de Sousa, choisit le cardinal Tolentino de Mendonça pour présider les célébrations du 10 juin 2020, fête nationale (Jour du Portugal, de Camões et des communautés portugaises), au monastère des Hiéronymites à Belém[50],[51]
- 2024 : le 27 mars, le conseil municipal de Lisbonne décide à l'unanimité d'attibuer la Médaille d'Honneur de la Ville de Lisbonne au Cardinal Tolentino de Mendonça, personnalité portugaise d'expression universelle, aux contributions reconnues en faveur de la paix et du développement[52]
- 2024 : le 19 juin à Lisbonne à l'occasion de la remise du Prix Pessoa 2023, attribué le 14 décembre dernier au cardinal Tolentino de Mendonça, le président de République portugaise Marcelo Rebelo de Sousa lui remet les insignes de Grand Croix de l'ordre de Sant'Iago de l'Épée [53]

## Autres distinctions
- 2012 : Revista E, magazine du journal Expresso, le cite parmi les 100 personnalités portugaises les plus influentes
- 2019 : le 29 juin, Revista E présente les 50 personnages "puissants, influents, innovateurs, provocateurs et consacrés qui ont marqué notre vie cette dernière année". Le nom de José Tolentino de Mendonça apparaît en 4e position parmi les 13 noms cités sur la couverture[54]
- 2019 : dans son éditorial du 21 décembre, l'Expresso indique que sa rédaction a choisi José Tolentino de Mendonça comme personnalité portugaise de l'année[55]
- 2021 : prix de l'université de Coimbra (Coïmbre)[56]
- 2021 : le 14 décembre, le cardinal Tolentino de Mendonça devient membre honoraire de l'Académie de marine lors d'une cérémonie présidée par le président de la République portugaise, Marcelo Rebelo de Sousa[57]
- 2022 : le 18 décembre, le Cardinal remporte la première édition du grand prix Ilídio Pinho lors d'une cérémonie présidée par le président de la République portugaise, Marcelo Rebelo de Sousa. Ce prix vise à honorer des personnalités qui se consacrent à la "promotion et à la défense des valeurs universelles de la portugalité"[58].
- 2023 : le 16 novembre, l'Université Catholique de Saint Toribio de Mogrovejo à Chiclayo (USAT) au Pérou donne le titre de Docteur Honoris Causa au cardinal Tolentino de Mendonça, pour sa contribution à l'Église et à la culture, ainsi que pour ses recherches bibliques et théologiques approfondies, qui se reflètent dans sa grande production littéraire, et au Cardinal Robert Prevost, alors préfet du Dicastère pour les Évêques et ancien évêque du diocèse de Chiclayo, pape Léon XIV depuis le 8 mai 2025[59].
- 2023 : le 14 décembre, le cardinal Tolentino de Moendonça reçoit le Prix Pessoa, une initiative de l'hebdomadaire Expresso et de la Caixa Geral de Depósitos qui vise à reconnaître, de leur vivant, les activités de portugais ayant joué un rôle significatif dans la vie culturelle et scientifique du pays[60].
- 2023 : le 15 décembre, l'Université d'Aveiro (Portugal) décerne un Doctorat honoris causa au cardinal Tolentino de Mendonça pour la vision globale qu'il a du monde et sa capacité d'apporter une dimension culturelle à la discussion des problèmes de notre temps[61].
- 2024 : le 25 janvier, l'Université Catholique de Pernambuco (Unicap) au Brésil confère le titre de Docteur Honoris Causa au cardinal Tolentino de Mendonça qui y est bien connu depuis 2009 : professeur itinérant, il y a donné des cours et des conférences, y a présenté plusieurs de ses livres à l'occasion de leur publication au Brésil[62].
- 2024 : le 22 août, l'Université Catholique d'Argentine (ACA) décerne au cardinal Tolentino de Mendonça un Doctorat honoris causa pour son importante activité ecclésiastique et académique, son travail sacerdotal et de pastorale humaniste, ainsi que sa contribution importante dans les domaines de la science, des arts, de la culture et de l'éducation[63].